# Banqiao, Youyang
Banqiao (kinesiska: 板桥) är en socken i sydvästra Kina. Den ligger i häradet Youyang i storstadsområdet Chongqing, omkring 230 kilometer sydost om det centrala stadsdistriktet Yuzhong. Antalet invånare är 7 249. Befolkningen består av 3 455 kvinnor och 3 794 män. Barn under 15 år utgör 27,0 %, vuxna 15-64 år 57 %, och äldre över 65 år 14,0 %.